# Publio Curiazio Fisto Trigemino
Publio Curiazio Fisto Trigemino (... – 453 a.C.) è stato un politico romano del V secolo a.C.

## Consolato
Publio Curiazio Fisto Trigemino fu eletto console nel 453 a.C. insieme al collega Sesto Quintilio Varo.
Mentre si aspetta il ritorno della commissione, formata da Spurio Postumio Albo, Aulo Manlio e Sulpicio Camerino, inviata l'anno prima ad Atene, per trascrivere le leggi di Solone, per poterla studiare e riformare le istituzioni romane, bloccate dal perenne conflitto tra patrizi e plebei, Roma soffrì le conseguenze di una carestia e di una pestilenza, di cui rimase vittima prima del termine del suo mandato anche il console Quintilio, che fu sostituito dal suffectus Spurio Furio Medullino Fuso.

## 451 a.C.
Nel 451 a.C. fece parte del primo decemvirato, che elaborò le Leggi delle X tavole, completate dal successivo decemvirato, che emise le Leggi delle XII tavole .

### Fonti primarie
- Tito Livio, Ab Urbe condita libri, Libro III.
- Dionigi di Alicarnasso, Antichità romane, Libro X.